# Коефициент на конверсия
Коефициентът на конверсия (на английски: Conversion Rate) е термин в областта на маркетинга, който обикновено измерва съотношението между броя на посетителите на уебсайт или магазин и броя на онези от тях, извършили предварително дефинирано действие, като например покупка, регистрация на клиентски клуб и др. Понякога терминът измерва съотношението между действителното влизане в уебсайта или магазина.
Коефициентът на конверсия се влияе от редица фактори, включително технически характеристики като скорост на зареждане на сайта или начинът, по който стоките се показват в магазина, привлекателността на измереното действие и различни фактори като пиковите сезони, които могат да открият скоростта на конверсия и отклоняват се от нормата.
Компаниите използват данните за коефициента на конверсия, за да направят заключения относно своята маркетингова и търговска стратегия.

## Интернет маркетинг
В областта на интернет маркетинга терминът измерва шанса посетител на уебсайт да извърши определено действие или шанс сърфиращте в мрежата да станат посетители на уебсайт или целева страница след маркетингово или рекламно действие. Като алтернатива, коефициентът на конверсия може да измери степента на изоставяне на посетителите, които са дошли на сайта, но са го напуснали бързо.

## В областта на търговията на дребно
В търговията на дребно терминът обикновено се отнася до съотношението между броя на посетителите в даден магазин и броя на действителните купувачи. Компаниите измерват обменните курсове в различни моменти от време в опит да увеличат шанса посетителят на магазина да се превърне в купувач и в опит да проследят поведението на потребителите и да изведат от тях фирмени действия, които подобряват обменния курс.
Въпреки че измерването на количеството на купувачите е относително просто, измерването на броя на посетителите е малко по-сложно и изисква използването на камери или ръчно броене.
Някои магазини или отдели традиционно имат екстремен коефициент на конверсия, например в секциите за мляко или тоалетна хартия в супермаркетите процентът на конверсия обикновено е близо 100% в сравнение с художествените галерии, които обикновено имат процент на конверсия от няколко процента.